# Alexander Mackonochie
Alexander Heriot Mackonochie, né le 11 août 1825 et mort le 15 décembre 1887, est un prêtre missionnaire de l'Église d'Angleterre connu sous le nom de « martyr de Saint-Alban » en raison de poursuites judiciaires et de sa démission forcée pour pratiques ritualistes.

## Biographie

### Jeunesse
Mackonochie naît à Fareham dans le Hampshire. Il est le troisième fils de George Mackonochie (1775/6-1827), un colonel à la retraite au service de la Compagnie des Indes orientales, et de sa femme, Isabella Alison. Par sa mère, il bénéficie d'une éducation traditionnelle de la Basse Église et sa famille est opposée au premier Réveil catholique. Mackonochie est scolarisé dans des écoles privées à Bath et à Exeter. Très tôt, il ressent un appel au ministère de l'Église et se fait surnommer « le jeune évêque » parmi ses contemporains. Il assiste à des conférences à l'université d'Édimbourg avant de s'inscrire au Wadham College d'Oxford en 1844. Il obtient son  Bachelor of Arts en 1848 et son Master of Arts en 1851.
À Oxford, il mène une existence sobre et assez retirée, bien qu'il tisse des liens d'amitié avec divers autres étudiants. Politiquement conservateur, il est considéré par ses pairs comme étant attaché à la Basse Église dans ses convictions religieuses. Bien qu'il soit proche de Charles Marriott, il ne semble pas avoir embrassé les opinions tractariennes à cette période.

### Carrière
En 1849, pendant le Carême, Mackonochie est ordonné prêtre et commence à servir comme vicaire à Westbury, dans le Wiltshire. En octobre 1852, il devient vicaire à Wantage, dans le Berkshire, où William John Butler (en) exerce un ministère pastoral exemplaire. Mackonochie s'investit pleinement dans les écoles de l'Église et prend en charge particulièrement Charlton, un district rural près de Wantage. Bien que son style de prédication soit d'abord peu naturel, il semble avoir eu un certain impact : un fossoyeur se souvient plus tard qu'il se donnait du mal pour parler de manière directe et simple jusqu'à devenir rouge comme une pivoine. Malgré sa voix rude, les sermons de Mackonochie se démarquent par leur accent pratique et leur sincérité vigoureuse.
En 1858, il déménage pour devenir un vicaire à St George in the East (en), à Londres. Là-bas, il travaille avec Charles Fuge Lowder (en) en tant que prêtre missionnaire dans les quartiers pauvres des docks de Londres. À cette époque, St George's-in-the-East était le théâtre d'émeutes anti-ritualistes, comprenant des interruptions de services et des jets de pierres contre les prêtres de la mission.
Le 3 janvier 1862, Mackonochie est nommé en tant que vicaire perpétuel à l'église Saint-Alban (en) de Holborn, à Londres, récemment érigée grâce à John Hubbard, un financier et membre du Parlement. Il accepte cette nomination avec une certaine réticence, troublé par l'opposition de son bienfaiteur aux idées ritualistes. Dans une lettre de mars 1860 adressée à Butler, il expose sa propre position théologique : bien qu'il soit ambigu quant aux extrêmes ritualistes de John Purchas, à cette époque, il est clairement engagé dans une position radicale sur la doctrine eucharistique, similaire à celle de George Denison. Convaincu que le rituel est l'expression externe d'une foi saine, à St Alban's, il introduit la communion quotidienne, accompagnée de chants grégoriens et de cérémonies (malgré son indifférence personnelle à de telles aides esthétiques au culte).

### Controverses
Saint Alban's devient de plus en plus la cible de l'ire de la Basse Église,attirant l'attention de Lord Shaftesbury et de l'ultra-protestante et anti-ritualiste Church Association (en). En 1867, une poursuite est intentée contre Mackonochie par John Martin, soutenu par la Church Association, en vertu de la loi sur la discipline de l'Église de 1840. Les accusations portent sur l'élévation de l'hostie au-dessus de sa tête, l'utilisation d'un calice mixte et de lumières d'autel, l'encensement des objets et des personnes, et le fait de s'agenouiller pendant la prière de consécration. La première décision (de la Court of Arches (en)) est défavorable à Mackonochie sur deux chefs d'accusation et en sa faveur sur les trois autres, sans décision quant au paiement des frais. Malgré l'accord de Mackonochie pour se conformer, les anti-ritualistes font appel au Conseil privé, qui statue contre Mackonochie pour les trois chefs d'accusation restants; et il est ordonné de payer tous les frais. Même après la poursuite, la Church Association continue de poursuivre Mackonochie, estimant qu'il réintroduit le rituel interdit. Cela conduit à d'autres jugements contre Mackonochie, aboutissant le 25 novembre 1870 à sa suspension de ses fonctions pendant trois mois. Dans l'intervalle, il devient une figure de haine pour la Basse Église ; en 1869, il lui est interdit de prêcher dans le diocèse de Ripon et un ecclésiastique de la Basse Église, Hugh M‘Neile (en), rrefuse de prendre la parole au congrès de l'Église (en) de Liverpool parce que Mackonochie doit aussi y parler.
Dans le contexte d'un ministère pastoral chargé, il s'implique dans la controverse rituelle. Avec l'aide de bénévoles et de deux vicaires dévoués, Arthur Stanton (en) et Edward Russell, il fonde de nombreuses associations paroissiales, dont un club pour travailleurs, des réunions de mères, des écoles, une soupe populaire, un club de cricket et un fonds vestimentaire. La « dévotion de trois heures » est observée pour la première fois à St Alban's le Vendredi Saint 1864 ; la paroisse est l'une des premières à organiser un festival des moissons ; les confessions sont ouvertement tenues (Mackonochie se spécialise dans l'écoute des confessions des femmes) ; et St Alban's participe pleinement aux missions de l'église anglicane de haute église de Londres en 1869 et 1874. En plus de ses devoirs paroissiaux, à partir de 1867, Mackonochie est chapelain de la fraternité anglicane de St Saviour ; des sœurs de cet ordre, ainsi que la communauté de Clewer de St John the Baptist, semblent avoir travaillé dans la paroisse. Il est également maître de la Société de la Sainte-Croix au cours des années 1863-75, 1879-81 et 1885. Lors d'une controverse parlementaire de 1877, il s'oppose fermement à plusieurs mesures concédantes destinées à apaiser les évêques.
En mars 1874, Mackonochie fait face à une nouvelle action en justice. Outre les accusations de 1867, de nouveaux chefs d'accusation s'ajoutent, notamment l'organisation de processions avec le crucifix et l'utilisation de l'Agnus Dei. Le jugement du 12 juin 1875 le condamne sur la plupart des points et le suspend pour six semaines. La situation le fatigue et il devient un partisan du démantèlement de l'Église d'Angleterre. En mars 1878, il est une nouvelle fois attaqué en justice et en juin 1878, le jugement le suspend de ses fonctions pour trois ans.
En 1882, une nouvelle série de poursuites est en cours lorsque, à la demande sur son lit de mort de l'archevêque Tait Mackonochie démissionne de St Alban's pour déménager à St Peter's, à Londres, une église fondée en 1866 par Charles Lowder (en). Bien qu'en 1882, les violences de la foule auxquelles Mackonochie avait été confronté pendant son temps avec Lowder dans les années 1850 et 1860 se soient atténuées, les poursuites continuent. Malgré le dynamisme de St Peter's, Mackonochie est extrêmement malheureux : il a déménagé de St Alban's par un sens du devoir. Il regrette son ancienne paroisse et sa confiance en lui diminue. En juillet 1883, il fait face à une autre suspension. En décembre, sachant que sa suspension serait désastreuse pour la paroisse, et seulement un an après avoir démissionné de St Alban's, il remet sa démission à l'évêque. Contrairement à sa démission de St Alban's, ses amis soutiennent presque unanimement cette démission, sachant qu'elle est nécessaire pour le bien de la paroisse et de sa santé.

### Décès et postérité
Sa santé déclinant, il passe beaucoup de temps avec son ami Alexander Chinnery-Haldane, évêque d'Argyll et des îles. Le 14 décembre 1887, lors d'une promenade près de la maison de l'évêque à Ballachulish, il se perd dans la forêt de Mamore et est retrouvé mort deux jours plus tard. Après des funérailles très suivies à St Alban's le 23 décembre, il est enterré dans le cimetière de Woking le même jour. Une croix est érigée à l'endroit où son corps a été retrouvé, et une chapelle dédiée à sa mémoire est ajoutée à St Alban's dans les années 1890. Les circonstances de la mort de Mackonochie sont commémorées dans un poème de William McGonagall.